# Spekkoek

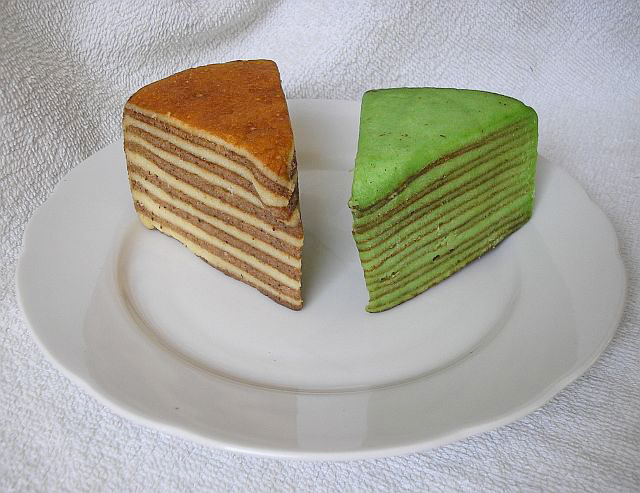
Spekkoek sin colorante y con pandano (verde).

Spekkoek (literalmente 'pastel de beicon') es un pastel indonesio-holandés. El dulce fue elaborado durante el periodo de colonización en las indias orientales neerlandesas. Probablemente su origen sea un pastel holandés elaborado con los ingredientes locales de Indonesia.

## Características
El nombre del pastel proviene de su característica estructura en capas bi-coloreadas que recuerda al beicon. Esta estructura en capas de dos colores se consigue con una mezcla de masas que se van apilando consecutivamente, haciendo que su preparación sea un proceso elaborado.